# استشارات ما قبل الحمل في الولايات المتحدة
تسمح استشارات ما قبل الحمل في الولايات المتحدة بتحسين علي قدر الإمكان الرعاية اللازمة لما قبل الولادة. الإرشاد قبل الحمل هو اجتماع مع أخصائي الرعاية الصحية (طبيب أو داية عمومًا) من قبل المرأة قبل محاولة الحمل، ويتضمن عمومًا تقييمًا لمخاطر ما قبل الحمل لأي مضاعفات محتملة للحمل.

## عقبات الاستشارة المسبقة في الولايات المتحدة

### تشمل العقبات التي تحول دون تقديم المشورة قبل الحمل في الولايات المتحدة ما يلي
- تصبح خطوة متأخرة جدا في حالات الحمل غير المقصود. معدل الحمل غير المقصود في الولايات المتحدة حوالي 49 ٪.[1][2] نصف حالات الحمل غير المقصود ناتجة عن عدم استخدام وسائل منع الحمل، و45% منها تستخدم وسائل منع الحمل بشكل غير متسق أو غير صحيح.[3]
- النساء لا يعرفن أو غير مدركين فوائد زيارة الطبيب أو القابلة قبل محاولة الحمل.
- عقبة شائعة أخرى في المشورة قبل الحمل والتقييم عدم وجود التأمين الصحي. ومع ذلك، فإن معظم شركات التأمين تغطي تلك الاستشارات كزيارة فحص. أيضا، يقوم العديد من الأطباء بإجراء فحص ما قبل الحمل أثناء زيارة الفحص المنتظمة أو زيارة طبيب أمراض النساء إذا أبلغت المرأة الطبيب فقط برغبتها في الحمل. يستفسر معظم أطباء أمراض النساء عن النوايا المستقبلية للحمل بالأطفال على أي حال.